# Саладільйо (округ)
Округ Саладільйо (ісп. Saladillo) — адміністративно-територіальна одиниця 2-ого рівня у провінції Буенос-Айрес в центральній Аргентині. Адміністративний центр округу — Саладільйо (ісп. Saladillo).
Населення округу становить 32103 особи (2010). Площа — 2736 кв. км.

## Історія
Округ заснований у 1839 році.

## Населення
У 2010 році населення становило 32103 особи. З них чоловіків — 15683, жінок — 16420.

## Політика
Округ належить до 7-ого виборчого сектору провінції Буенос-Айрес.